# Академсет
Академсет (рус. Академсеть, Академска мрежа), или All-Union Academic network — била је рачунарска мрежа за дигитално повезивање научних и цивилних институција широм СССР-а, основана 1978. године. У ствари, то је била совјетска претеча Интернета и имала је везу са АРПАНЕТ-ом и другим западним аналогама користећи заједнички дигитални стандард назван Кс.25. Након распада Совјетског Савеза поново је створена под именом РОКСОН (РОКСОН), и данас се њене постојеће компоненте могу сматрати локалном мрежом унутар Рунета и Интернета.

## Стварање и развој

### ЛВЦ
Године 1974. у Лењинграду, на Физичко-техничком институту Јофе, основано је рачунарско одељење под називом Лењинградски рачунарски центар (ЛВЦ/ЛВЦ) Академије наука Совјетског Савеза (АН СССР/АН СССР). Главни циљ ЛВЦ-а био је стварање Рачунског центра за колективну употребу (ВЦКП/ВЦКП) за особље свих институција (преко 40) Лењинградског научног центра (ЛНЦ/ЛНЦ). Показало се делотворним, што су посебно истакли АН СССР и власти града и земље, а ВЦКП је до краја 1977. године користило преко 15 градских научних институција које су користиле компјутерске перформансе Центра. Након тога, Президијум АН СССР затражио је од Владе Совјетског Савеза да ЛВЦ претвори у Лењинградски истраживачки рачунарски центар (ЛНИВЦ/ЛНИВЦ) који је и основан 19. јануара 1978. године. Неакадемске институције, укључујући фабрике, почеле су да се придружују његовој рачунарској мрежи. Мрежа је постала позната као ИВСКП/ИВСКП — „Информациони и рачунарски систем за колективну употребу“.
ЛНИВЦ је у ствари функционисао као централни чвор формирања градске рачунарске мреже која је почела да се зове ЛИВСАН/ЛИВСАН — „Лењинградска информационо-компјутерска мрежа АН“ (СССР). 1979. научници у АН-у су сматрали да је то био успех и почели су да планирају такву мрежу широм земље под именом Академсет. Године 1978. ЛНИВЦ је реформисан у институцију данас познату као Институт за информатику и аутоматизацију у Санкт Петербургу Руске академије наука.
Године 1982. у Москви је основана наменска истраживачка институција ВНИИПАС да служи као централни чвор Академсета са иностраном X.25 везом за Аустрију са Међународним институтом за примењену системску анализу . Успостављене су и везе са већином „социјалистичких земаља“, укључујући сателитске са Кубом, Монголијом и Вијетнамом.
Године 1986. у Бриселу је објављена НАТО анализа под насловом „Статус совјетске цивилне науке“ .  Садржао је посебан одељак о Академсету, укључујући његову планирану свеунију шему. Наведено је да је "прва фаза мреже примљена у рад 1986. године од стране владине комисије, укључујући око 55 интерактивних рачунара".
Амерички институт Хадсон објавио је истраживање Академсета 1989. године, која наглашава сличност Академсет-а са раним АРПАНЕТ-ом.